# Alfaro (stacja kolejowa)
Alfaro (hiszp. Estación de Alfaro) – stacja kolejowa w Alfaro, we wspólnocie autonomicznej La Rioja, w Hiszpanii. Znajduje się na linii kolejowej Castejón – Bilbao w km 5,2, na wysokości 261 m n.p.m..
Na stacji zatrzymują się pociągi kursujące na trasach daleko i średniodystansowych, obsługiwane przez przewoźnika Renfe.

## Historia
Stacja została otwarta w dniu 30 sierpnia 1863 wraz z otwarciem odcinka Castejón-Orduña linii kolejowej przeznaczonej do połączenia Castejón z Bilbao. Prace były prowadzone przez Compañía del Ferrocarril de Tudela a Bilbao utworzonej w 1857 roku. W 1865 firma ogłosiła upadłość, ponieważ nie mogła przezwyciężyć trudności gospodarcze wynikające z inwestycji w budowę linii i interwencji Banku Bilbao. W 1878 roku została wchłonięta przez Norte, która była właścicielem stacji aż do nacjonalizacji kolei w Hiszpanii w 1941 roku i utworzenie RENFE.
Od 31 grudnia 2004 linię obsługuje Renfe. Zarządcą dworca jest Adif.

## Połączenia
Alfaro posiada połączenia do takich miast jak Madryt, Barcelona, Saragossa, Logroño, Bilbao, Gijón i León pociągami Alvia i Trenhotel.